# Requeixo, Nossa Senhora de Fátima e Nariz
Requeixo, Nossa Senhora de Fátima e Nariz es una freguesia portuguesa del municipio de Aveiro, distrito de Aveiro.

## Historia
Fue creada el 28 de enero de 2013 en aplicación de una resolución de la Asamblea de la República de Portugal promulgada el 16 de enero de 2013 con la unión de las freguesias de  Nariz, Nossa Senhora de Fátima y Requeixo, pasando su sede a estar situada en la antigua freguesia de Nossa Senhora de Fátima.

## Demografía
| Gráfica de evolución demográfica de Requeixo, Nossa Senhora de Fátima e Nariz entre 2011 y 2021 |
|                                                                                                 |
| Datos según el nomenclátor publicado por el INE portugués.                                      |